# James Vowles
James Patrick Vowles (Felbridge, 20 de junho de 1979), é um engenheiro britânico. Ele atualmente ocupa o cargo de chefe de equipe da Williams.
Vowles já trabalhou em várias equipes de Fórmula 1 como engenheiro de corrida e estrategista alcançando um grande sucesso. Com duas equipes diferentes de Fórmula 1, ele ganhou 9 Campeonatos de Construtores e mais de 100 Grandes Prêmios.

## Educação
Vowles frequentou a International School of Geneva, graduando-se em 1997. Ele foi para a Universidade da Ânglia Oriental obtendo um diploma em Ciência da Computação em 2000, seguido por um mestrado em engenharia e gestão de esporte a motor pela Universidade de Cranfield em 2001, recebendo o Prêmio Prodrive de Excelência.

## Carreira
Vowles começou sua carreira como engenheiro na equipe British American Racing (BAR), que foi posteriormente transformada na Honda Racing F1. Ele foi promovido a estrategista de corrida pela Brawn GP depois que a equipe Honda foi salva após uma aquisição liderada por Ross Brawn. Ele foi fundamental na campanha da equipe vencedora dos Campeonatos de Pilotos e de Equipes em 2009. Vowles permaneceu com a equipe na função de estrategista-chefe após sua venda para Daimler AG e rebatizada para Mercedes em 2010.
Em 13 de janeiro de 2023, a Williams Racing anunciou que Vowles seria seu novo chefe de equipe a partir da temporada de 2023, sucedendo o ex-diretor de equipe Jost Capito.